# Bligh Island
Bligh Island är en ö i Kanada.   Den ligger i provinsen British Columbia, i den sydvästra delen av landet, 3 800 km väster om huvudstaden Ottawa. Arean är 24,1 kvadratkilometer.
Terrängen på Bligh Island är lite kuperad. Öns högsta punkt är 324 meter över havet. Den sträcker sig 9,4 kilometer i nord-sydlig riktning, och 6,4 kilometer i öst-västlig riktning.
I omgivningarna runt Bligh Island växer i huvudsak barrskog. Trakten runt Bligh Island är nära nog obefolkad, med mindre än två invånare per kvadratkilometer.